# Ex-dividendos
Data ex-dividendos é a data na qual uma ação perde direito a dividendos. Para você ter direito de receber os dividendos de uma empresa, precisará iniciar o dia determinado como ex-dividendos com as ações em sua carteira.
Esta definição também vale para JCP (Juros sobre Capital Próprio).
Só terá direito a receber os dividendos ou JCP quem iniciar o dia determinado como ex-dividendos com as ações na carteira, se você ficou um determinado tempo com as ações em sua carteira, mas não as possuir na data determinada não terá direito a receber.

## Valor téorico
O valor téorico é tido pela formula:
- {\displaystyle Vta={\sqrt[{r}]{Vu-Vs}}/(1+r)}
- {\displaystyle Vtd=Vu+Vta}

para o que:
- Vta=Valor teórico ajustado;
- Vu=Valor último antes de subscrição;
- Vs=Preço de subscrição;
- r=Rácio;
- Vtd=Preço teórico do dividendo.